# Альберико да Барбиано (крейсер)
«Альберико да Барбиано» — итальянский лёгкий крейсер типа «Альберико да Барбиано»,головной корабль своего типа,участвовавший во Второй мировой войне. Назван в честь итальянского кондотьера времён Средневековья.

## Боевая история
Заказ на строительство крейсера поступил в 1928 году. Закладка на стапеле состоялась 16 апреля 1928, спуск на воду прошёл 23 августа 1930. Крейсер был оснащён бронёй толщиной от 20 до 40 мм, оснащён восемью 152-мм орудиями, шестью 100-мм орудиями и 16 пулемётами. Развивал скорость до 37 узлов при помощности в шесть котлов и две турбин в 95 тысяч л. с.                                                                                                                                                  
9 июля 1940 «Альберико да Барбиано» принял боевое крещение в бою у Калабрии.                                                                                                                                                                                                           В декабре 1941 года итальянский военно-морской штаб, столкнувшись с ухудшением ситуации со снабжением между Италией и Ливией, решил использовать 4-ю крейсерскую дивизию, состоявшую в то время из "Альберико Да Барбиано" (флагман адмирала Антонино Тоскано, командира дивизии) и его систершипа "Альберто Ди Джуссано", для миссии в Северную Африку.
"Да Барбиано" и "Ди Джуссано" вышли из Таранто в 8:15 5 декабря 1941 года, достигли Бриндизи в 17:50 и там погрузили около 50 тонн припасов, затем 8 декабря проследовали в Палермо, где погрузили дополнительно 22 тонны авиационного топлива, которое особенно требовалось в Ливии (иначе самолеты и базировавшийся там крейсер вскоре станут не в состоянии сопровождать прибывающие конвои с жизненно важными припасами). Топливо, содержащееся в негерметичных бочках, размещалось на кормовой палубе, что представляло большую опасность в случае вражеских атак (мало того, что оно  могло бы быть подожжено простым обстрелом, но это могло случиться даже из-за пламени от собственных орудий кораблей, поэтому было предотвращено использование кормовых турелей). 9 декабря в 17:20 оба крейсера вышли из Палермо без сопровождения и направились в Триполи, но в 22:56 были замечены британским разведывательным самолетом к северу от Пантеллерии.Самолет, обнаруживший корабли адмирала Тоскано благодаря ультра-перехватам, начал их преследовать. В 23:55 Тоскано (находившийся в это время в середине Сицилийского канала),решил вернуться, поскольку неожиданность, необходимая для успеха миссии,исчезла, вражеские радиоперехваты предвещали предстоящие воздушные удары, а ухудшение морских условий задержало бы его корабли, еще больше подвергнув их атакам англичан, решивших повернуть обратно на базу. "Да Барбиано" и "Ди Джуссано" достигли Палермо в 8:20 10 декабря, преодолев британскую воздушную атаку у Мареттимо. Тоскано подвергся резкой критике за свое решение прервать миссию.
Так как на 13 декабря планировалась новая конвойная операция, получившая название M. 41, и воздушное прикрытие самолетов, базировавшихся в Ливии, что было бы возможно только при условии получения ими нового топлива, то 12 декабря было решено, что 4-я дивизия вновь предпримет попытку похода в Триполи. Крейсер Bande Nere должен был присоединиться к кораблям Тоскано для перевозки большего количества припасов, но ему помешала поломка, поэтому его груз пришлось перенести на два других крейсера. Da Barbiano и Di Giussano были загружены 100 тоннами авиационного топлива, 250 тоннами бензина, 600 тонн нафты и 900 тонн продовольственных запасов, а также 135 рангов на проход в Триполи. Поскольку корма "Да Барбиано" (и, в меньшей степени, "Ди Джуссано") была забита бочками с горючим так густо, что уже не было возможности пустить в ход орудия, Тоскано держался решения последнего собрания с его штабом и офицерами с обоих кораблей, где было решено, что в случае встречи с вражескими кораблями стволы будут выброшены за борт, а затем крейсера откроют огонь (в противном случае топливо было бы подожжено огнем собственных орудий крейсеров). Da Barbiano, Di Giussano и их единственный эскорт, торпедный катер "Чиньо" (второй торпедный катер "Климен" остался в порту из-за поломки), отплыл из Палермо в 18.10 12 декабря. 4-й дивизии было приказано пройти северо-западнее Эгадских островов, а затем направиться к мысу Бон и следовать вдоль тунисского побережья; корабли должны были поддерживать скорость 22-23 узла (не больше, потому что они должны были сэкономить часть собственного топлива и доставить его в Триполи). защиты миссии планировалось воздушное прикрытие, воздушная разведка и оборонительные засады МАС.
Британская 4-я флотилия эсминцев, состоящая из эсминцев HMS Sikh, HMS Maori, HMS Legion и голландского эсминца Hr. Ms. Isaac Sweers (командир Г. Х. Стоукс), покинула Гибралтар 11 декабря, чтобы присоединиться к Средиземноморскому флоту в Александрии. К 8 декабря англичане декодировали итальянские беспроводные сигналы C-38 об итальянской операции снабжения и ее курсе на Триполи. Королевские ВВС отправили бомбардировщик "Веллингтон" в разведывательный вылет, чтобы увидеть корабли как обман, и 12 декабря 4-я флотилия эсминцев, направлявшаяся на восток от Гибралтара к итальянским кораблям, получила приказ увеличить скорость до 30 кн (35 миль в час; 56 км / ч) и перехватить их.во второй половине дня 12 декабря CANT Z. 1007 bis Regia Aeronautica заметил четыре эсминца, направляющихся на восток со скоростью 20 узлов, в 60 милях от Алжира.Было рассчитано, что даже в случае, если эсминцы увеличат скорость до 28 узлов, они достигнут мыса Бон около 3:00 утра 13 декабря, примерно через час после 4-й дивизии, поэтому Тоскано не было приказано увеличить скорость или изменить курс.На закате 12 декабря был послан новый разведывательный самолет и засек корабли Тоскано, после чего на перехват двух крейсеров была направлена 4-я флотилия эсминцев, увеличившая скорость до 30 узлов. Эта скорость, наряду с часовым опозданием, которое накопила 4-я дивизия (и о котором Тоскано не сообщил), расстроила все предыдущие расчеты о преимуществе, которое будет иметь 4-я дивизия. В 22:23 Тоскано сообщили, что он, возможно, встретит "вражеские пароходы, идущие с Мальты", и в 23:15 он приказал действовать станциями.
4-я флотилия эсминцев заметила итальянские крейсера у мыса Бон в 02:30 13 декабря. В 2:45 13 декабря, в семи милях от мыса Бон, итальянские корабли услышали шум британского самолета (оснащенного радаром "Виккерс Веллингтон"), который обнаружил корабли и сообщил Стоксу об их положении и в 3:15 они изменили курс на 157 °, чтобы пройти примерно в миле от мыса Бон. Пять минут спустя Тоскано внезапно приказал идти полным ходом и изменить курс на 337 °, фактически изменив курс.Это внезапное изменение нарушило итальянский строй. как ни "Чиньо" (который был примерно в двух милях впереди крейсеров) ни "Ди Джуссано" (который следовал за "Да Барбиано" в линии) не получил приказа, и в то время как "Ди Джуссано" видел, что флагман изменил курс и подражал ему (но оставался смещенным), "Чиньо" не замечал изменения до 3: 25, когда он также изменил курс,но остался значительно позади двух крейсеров. Причины решения Тоскано изменить курс так и не были полностью объяснены: было высказано предположение, что, поняв, что он был замечен самолетами, он решил повернуть назад, как 9 декабря (но в этом случае курс на Эгадские острова имел бы больше смысла, вместо этого северо-западный курс, взятый Тоскано; и изменение было внезапно приказано более чем через 30 минут после того, как крейсера были замечены); что он хотел ввести в заблуждение разведывательный самолет о своем реальном курсе, дождаться, пока он уйдет, а затем вернуться на прежний курс на Триполи; что он подумал по шуму, что приближаются торпедоносцы, и хотел уйти в более открытые воды (подальше от берега и итальянских минных полей), чтобы получить больше свободы маневра; или что он заметил союзные эсминцы за кормой и, не желая представлять им корму крейсеров (так как кормовые башни были непригодны, и большая часть топлива была уложена там), он решил изменить курс, чтобы стрелять по ним из своих носовых башен (приказав изменить курс, он также приказал артиллеристам держать наготове).
К тому времени эсминцы Стокса действительно находились недалеко от мыса Бон и заметили итальянские корабли. Прибыв с кормы, под покровом темноты и используя радар, британские корабли подошли близко к берегу и удивили итальянцев, находившихся дальше в море, выпустив торпеды с короткой дистанции. Изменение курса ускорило сближение двух групп, и союзные эсминцы атаковали вместе; "Сикх" выпустил  четыре торпеды по "Да Барбиано"  и открыл огонь (расстояние было менее 1000 метров), "Легион" сделал то же самое, в то время как "Маори" и "Исаак Свирс" атаковали "Ди Джуссано" .Тоскано приказал полный ход и открыть огонь (а также увеличить скорость до 30 узлов на "Ди Джуссано" ), и "Да Барбиано" также начал поворот на левый борт (по приказу командира корабля капитана Джорджо Родоканакки), но в 3:22, прежде чем его орудия смогли открыть огонь (это удалось только некоторым пулеметам) крейсер был поражен торпедой ниже самой передней башни, из-за чего его накренило на левый борт. Затем "Да Барбиано" был обстрелян пулеметным огнем, который убил или ранил многих людей и поджег топливные бочки. вторая торпеда в машинном отделении. В 3.26 "Маори" также выпустил две торпеды по "Да Барбиано" и открыл огонь из своих орудий, попав в мостик. Через несколько мгновений крейсер был поражен еще одной торпедой в корму (возможно, выпущенной "Легионом"); тем временем "Ди Джуссано" тоже был выведен из строя. "Да Барбиано" быстро повернул назад, в то время как огонь быстро распространился по всему кораблю, а также по морю, подпитываемый плавучим топливом, и команда начала покидать корабль. В 3:35 "Да Барбиано" перевернулся и затонул в море пламени. 534 человека, включая адмирала Антонино Тоскано, погибли.Вместе с кораблем погибли командир Четвертой итальянской военно-морской дивизии, весь его штаб и командир "Альберико да Барбиано" капитан Джорджо Родоканакки. 250 выживших достигли тунисского побережья или были подобраны спасательными судами.
Место крушения "Да Барбиано" было найдено в 2007 году итальянской экспедицией.